# Тёмный Патрик
Тёмный Па́трик (англ. Dark Patrick, ирл. Pádraig Dorcha) — герой ирландского фольклора, сказок, преданий и песен.

## История
Предания рассказывают о нём как о бедном крестьянине из Донегола, горной местности на севере Ирландии; на склоне Карнауинских гор у него маленькое картофельное поле (всего 2 акра земли); ничего не известно о его родителях и семье.
Выглядит он как черноусый человек маленького роста; он не стар, но и не юн; бедно одет, ходит с палкой из терновника, к которой прикреплен узелок из красного платка, где лежат все его пожитки.
Прославился Тёмный Патрик удивительной бескорыстной мудростью, умением разрешать любые неразрешимые вопросы, благодаря чему удавалось ему не раз помогать людям и даже спасать Ирландию в трудные для неё годы.
Вот что говорят о нём сказители:

Хотя нога его не ступала ни в один колледж, а книги не приходилось ему даже в руках держать, всем вокруг было известно о его ясном и трезвом уме. Немало удивительных загадок разгадал он, когда его просили об этом, но остался столь же скромным, сколь и бедным. Он мирно жил в маленькой хижине, возделывал свой клочок земли и не желал ничего лучшего, чем уважение своих соседей, таких же бедняков, как и он сам.

Шеймус Макманус занимался интерпретацией древних текстов в ирландском фольклоре, что объясняет встречающиеся относительно современные формулировки в его тексте. В частности, в Ирландии тех времен не было колледжей.

## Образ-символ
В образе Тёмного Патрика народное сознание ирландцев обобщило представления о народной национальной мудрости, о глубинном национальном бытовом, историческом и философском опыте, ценность которого неисчислимо превосходит так называемую «ученость», книжный «интеллект», отшлифованный «науками», но не имеющий связи с реальной жизнью. Конфликт, в котором обычно участвует Тёмный Патрик, носит особый характер, обусловленный историей Ирландии как крупнейшего центра европейской культуры прошлого (VI—XIII вв.): это конфликт между дворцовыми мудрецами (ученой знатью, университетской схоластической и общественной элитой, например, судьями) и коллективным опытом мирской жизни. Побеждая многомудрого самовлюбленного Фиоргала или спесивых оксфордских профессоров, предлагая изобретательное, смелое и веселое решение в нелепой судебной тяжбе лорд-мэра и трактирщика, Тёмный Патрик радеет не о собственной славе или выгоде, а о здравом смысле и общественном благе.
Вот как говорит рассказчик об одном случае, произошедшем в Дублине:

В плачевное состояние впала бедная Ирландия — население так увлеклось решением, кто прав, кто виноват в этом великом споре, что все позабыли и про своё поле, и про скотину, про дом и про жену; все шло к гибели и разорению. И тогда мудрый бедняк с Донеголских гор, Тёмный Патрик, до глубины души опечаленный грозящей его стране бедой, бросил свою лопату, начистил башмаки и отправился в Дублин.

Прозвище «Тёмный» дано этому герою из-за смуглости и черных волос и бороды. Также исследователи [кто?] полагают возможными и другие причины прозвища:
- во-первых, так подчеркивается его простонародное происхождение: он темный, то есть необразованный крестьянин, никогда не учившийся наукам, как их понимают его современники;
- во-вторых, он, будучи крестьянином, тесно связан с землей, с предками, с традицией, уходящей в глубь веков, в далекие древние, «темные» времена, как говорят об этом предания;
- в-третьих, это прозвище подчеркивает магическую, не совсем человеческую, «иную» природу этого персонажа, которому открыты тайны мира, погребенные во «тьме», неизвестные другим людям, даже королям и университетским ученым.

Так в сказке «Повелитель ворон» (Long Cromachy of the Crows) ему удается четырежды снять проклятие с короля Коналла и его непутевых сыновей, наложенное страшным чёрным колдуном Кромахи. Длинный Кромахи получил свое имя за необычно большой рост, а повелителем ворон его называли за то, что будучи нелюдимым колдуном, он поселился в хижине около рощи с воронами. Вороны играли особую роль в проклятиях Кромахи: после изречения заклятия одна из ворон садилась рядом с проклятым и не покидала его до тех пор, пока проклятие не вступало в свою силу. Однажды дети короля закрыли дымовую плиту Кромахи каменной плитой, за что и накликали гнев колдуна. Несмотря на мольбы короля Коналла, Кромахи наложил на каждого из принцев проклятие: одному он посулил судьбу убийцы, другому - вора, а третьему - попрошайки. Четвёртым проклятием было горе и скорбь короля о будущей судьбе его владений.
После того как ни один ученый муж не смог справиться с проблемой, Темный Патрик решил посетить дворец и предложить свое решение проблемы. Одному из принцев Тёмный Патрик предлагает отправиться учиться на законника(юриста), чтобы, тем самым, исполнить проклятие вора и грабителя, второму — стать врачом(лекарем) (судьба проклятого второго сына — стать убийцей), третьему — в духовную семинарию, чтобы стать священником (его проклятие — всю жизнь попрошайничать и нищенствовать).
В Ирландии тех времен не было медицинских или юридических школ, были только монастырские школы. В англоязычной интерпретации 1919 года Темный Патрик говорит принцам взять все самое необходимое, покинуть дворец в спешке, и не останавливаться до тех пор пока один не станет юристом (законником), второй - медиком (лекарем), а третий - священником (духовником). Детальное описание истории Темного Патрика и Длинного Кромахи можно найти в книге 1919 года Lo, and Behold Ye ирландского писателя Шеймуса Макмануса. Данный англоязычный текст не демонстрирует негативной оценки образования, медицины, или духовенства как часто предполагается в русскоязычных текстах. Безусловно, конфронтация между учеными мужами и Патриком имеет место, но исключительно в ключе уникальных способностей Патрика и консервативности ученых мужей. Ирландский источник подчеркивает скромность Темного Патрика, что является важным аспектом его успешной помощи.
Победа изобретательного здравого смысла над чёрной магией, признание демоническим миром светлой правоты сельского философа возносят образ Тёмного Патрика на высоты национального духа. Его мудрость — это древние и тайные знания посвященного, иерофанта, доброго волшебника, обладающего особым пониманием и видением бытия.

## Сюжеты о Тёмном Патрике
В собрании кельтского фольклора Шамаса МакМануса (Seumas MacManus) представлены несколько сюжетов о Темном Патрике:
- The Day of the Scholars[5] («Ученый Фиоргал»)
- «Почтенный лорд-мэр и почтеннейший хозяин трактира»
- Long Cromachy of the Crows[4] («Повелитель ворон»)
- The three wise men of Mungret («Ученые Мангрета»)
- How Dark Patrick saved the Bank of Ireland

В 1939 году МакМанус опубликовал отдельный сборник сказок о Тёмном Патрике.
Интересен сюжет сказки «Почтенный лорд-мэр и почтеннейший хозяин трактира». Он обобщается в следующей событийной схеме: обидевшийся трактирщик требует от обидчика заплатить деньги за запах блюд из его трактира. Начинается тяжба, которую никак не удается разрешить, и тогда в судилище вмешивается мудрец, необычно разрешающий дело: он велит принести деньги и звенит ими над ухом истца. На удивленный же вопрос о выплате мудрец отвечает истцу примерно так: «Он нюхал запах твоих блюд, а ты слышал звон его денег. Теперь вы в расчете». Именно так поступил Тёмный Патрик. Интересно же то, что точно такой же сюжет представлен в корпусе историй о народном философе, жившем в совершенно другой стране — в Персии, и имя его — Ходжа Насреддин. В художественной литературе его использовал Л. Соловьев в романе «Возмутитель спокойствия» из дилогии «Повесть о Ходже Насреддине». Так судьба Тёмного Патрика, благодаря индоевропейскому бродячему сюжету, пересеклась с родственным ему по сути образом таджико-персидского мудреца.